# 三菱自動車ファイナンス
三菱自動車ファイナンス株式会社（みつびしじどうしゃファイナンス、英: Mitstbishi Motor Finance Corporation）は、三菱自動車関連の自動車クレジット、カーリースの自動車金融とレンタカー事業を営む企業である。

## 概要
2006年に三菱自動車工業、ダイヤモンドリース（旧・三菱銀行系。三菱UFJリースを経て、現・三菱HCキャピタル）、東京海上日動火災保険（以下、東京海上日動）による出資で設立。
三菱グループ（特に三菱UFJフィナンシャル・グループ、三菱商事、東京海上日動の3社）としての自動車金融会社である三菱オートクレジット・リース（現・三菱オートリース）から、個人向けオートクレジット事業と三菱レンタカー事業を譲受した。MMCレンタカー事業は、後項の通り店舗網を整理しており、それに代わり三菱車販売店（旧・ギャラン店／カープラザ）や販売提携している自動車整備業店舗に対して、試乗車や代車をレンタカーとして貸し付ける『フルチャーターレンタカー』事業を強化している。
2018年4月、三菱自動車工業が三菱UFJリース（当時）及び東京海上日動が保有していた当社株式のすべてを株式譲渡によって取得し、同社の100%子会社となった。さらに、2021年2月に現社名に変更した。
かつての社名にある「ダイヤモンド」は、ダイヤモンドリースなどと同じく三菱のスリーダイヤモンドに由来する。

## 取扱サービス・商品

### オートローン
三菱自動車のディーラーで申込が可能。
- 三菱自動車クレジット
  - スーパーマイカープラン - 残価設定型
  - アジャスト - 指定額払い
  - ステップ - 不均等払い

### カーリース
- 個人向けオートリース
  - かる乗り - 個人専用オートリース（契約期間は5年間が基本だが、軽自動車とコンパクトカーは3年間の指定が可能）。契約時に3種類ある走行予定距離を指定することで契約満了時の残存価額が確定し、それを差し引いた車両価格及び諸費用（税金・メンテナンス費用など）を分割で支払うもの。中途解約金を支払うことで契約途中での乗換も可能。
- 法人向けオートリース

### レンタカー
レンタカー事業のブランド名は「三菱レンタカー」である。事業譲受により「三菱レンタカー」から名称変更しているが、“MMC”は三菱マテリアルの英略称でもあるため、MMCレンタカーの先頭に「三菱自動車の―」が付されていた。2021年2月の社名変更に伴いブランド名を三菱レンタカーに戻した。店舗網は少ないものの、販促キャンペーンを随時実施しており、他社よりも格安に利用できる場合も多い。
- MMCレンタカーに承継後、2007年から2009年にかけて以下の店舗が順次閉店され、実質的に事業縮小となっていた。
  - 北海道 - 女満別空港、札幌（中央区）、新千歳空港（千歳アウトレットモール・レラ隣接）→札幌・千歳は沖縄ツーリストによるOTSレンタカーが店舗施設を承継し現存。
  - 新潟市、福井市、甲府市、名古屋市、岡山市、長崎市
  - 東京都内 - 練馬（南田中）・三田（第一田町ビル地下駐車場）・有楽町（新国際ビル地下駐車場）・立川※
  - 横浜三ツ沢※
  - 千葉県（千葉・松戸）
    - 2009年11月20日をもって千葉県内の営業所が閉店し、関東地区から撤退。

  - 新大阪駅前・福岡（博多区）・福岡空港は、2009年12月20日付けで閉店。

2018年4月時点での店舗網は、千歳（北海道千歳市）、函館空港（北海道函館市）、函館駅前（北海道函館市）、遠野（岩手県遠野市）、金沢文庫（神奈川県横浜市金沢区）、吉祥院（京都府京都市南区）、奈良中央（奈良県奈良市）、新下関（山口県下関市）、鹿児島空港（鹿児島県霧島市）の9か所。自動車ディーラー店舗内で運営する提携店または施設に併設する店舗がほとんどで、単独店舗は函館空港店のみである。

#### 取扱車種
現行車種のほぼすべてを取り扱うほか、コルトプラスやギャランフォルティスなど、既に販売を終了している車種の一部も取り扱っている。また、2t以上のトラックやマイクロバスは三菱ふそうトラック・バス製（キャンターやローザ）となる。
ランサーエボリューションⅩのレンタルキャンペーン
- 2008年3月から試乗目的のキャンペーンとして、東京・大阪など当時の直営8店舗でランサーエボリューションⅩの上級グレード（GSR・希望小売価格375万円）のレンタルを対象に取り扱っていた。そのキャンペーンでは2時間までしか利用できなかったが、同年6月からは「パートタイムレンタル」と称して6時間までレンタルする事が可能になり、他社で輸入車やレクサスといった高級車のレンタルを扱う『プレミアムレンタカー』の派生種として注目された。（2008年末に終了）。

この車両には、乗り逃げ・盗難防止のためGPSとパケット無線機による位置発信装置が搭載されており、利用にあたっては、通常の貸渡契約条項に加え、位置情報が把握される事項にも同意する必要があった。

## 沿革
- 2006年（平成18年）
  - 7月 - MMC・DLファイナンス株式会社として設立。
  - 11月 - MMCダイヤモンドファイナンス株式会社に社名変更。
- 2007年（平成19年）1月 - 三菱オートクレジット・リースから、吸収分割により三菱自動車関連の自動車クレジット、リース及びレンタカー等を含むファイナンス事業を承継。
- 2018年（平成30年）4月2日 - 株式譲渡に伴い、三菱自動車工業の100%子会社となる[1]。
- 2021年（令和3年）
  - 1月 - 本社を田町ステーションタワーS 29階へ移転。
  - 2月 - 三菱自動車ファイナンス株式会社に社名変更。